# Benito Legarda
Benito Legarda y Tuason (n. 27 de septiembre de 1853 en Binondo, Manila - 15 de agosto de 1915 en Vian-les-Bains, Francia). Fue un político filipino que formó parte del Congreso de Malolos que redactó la primera Constitución filipina.

## Biografía política
Estudió en el Colegio de los Jesuitas y en la Universidad de Santo Tomás de Manila. Estuvo casado con Doña Teresa de Paz y tuvo tres hijos, Benito III, Consuelo y Rita. Viudo de doña Teresa se casó con Doña Francisca del Rosario, natural de Cavite.
Miembro del gabinete del presidente Emilio Aguinaldo en Malolos y Vicepresidente del Congreso de Malolos. Igualmente fue en aquella época, Director del Departamento del Tesoro.
Discutido por algunos historiadores por su papel colaboracionista con los americanos.
Efectivamente, cuando los nacionalistas filipinos luchaban contra los americanos para afianzar su independencia, Legarda decidió abandonar el bando filipino para colaborar con Taft y los americanos, se unió a los americanos formando parte del Congreso de los Estados Unidos como comisionado residente de las Filipinas.
Fue uno de los primeros tres filipinos nombrados miembros de la Comisión Filipina por los americanos en 1901.
Anna Leah Fidelis T. Castañeda, indica que los tres primeros nombrados en la Comisión 

eran mestizos españoles y miembros de la élite que colaboraron con Taft y formaron el Partido Federal con sus bendiciones.

Por otra parte Daniel Williams escribió que hombres como Legarda 

claramente reconocieron que Aguinaldo y sus consejeros no podían ni vislumbraban que sin el apoyo de los americanos, el pueblo filipino no tenía ni la experiencia ni la solidaridad para organizarse y constituir un gobierno que asegurara el orden interno o que fuese reconocido o tolerado por las potencias extranjeras.